# Устав Критске државе
Устав Критске државе (грчки: Σύνταγμα της Κρητικής Πολιτείας) је био уставни акт Критске државе, формиране након Критског устанка 1898. године. Донет је 8. фебруара 1907. године и остао је на снази годину дана. 

## Историја
Интервенцијом Великих сила окончан је Критски устанак који је беснео паралелно са Грчко-турским ратом 1897. године. Цариградским миром из 1897. године Османско царство признало је постојање аутономне Критске државе. Она је обухватала просторе острва Крит, данас у саставу Грчке. Устав је ступио на снагу 8. фебруара 1907. године и остао је на снази до 1908. године, када су Крићани једногласно прогласили уједињење са Грчком, охрабрени Анексионом кризом у Босни. Уједињење није признато од стране великих сила, али је Крит у наредном периоду уводио законе по угледу на законе Краљевине Грчке, све док се, након Првог балканског рата, Лондонским миром није ујединио са Грчком. 